# Brasschaat Braves Baseball & Softball Club
Brasschaat Braves Baseball & Softball Club (BBBSC), kortweg Brasschaat Braves, is een Belgische baseball- en softbalclub uit Brasschaat.

## Geschiedenis
De club werd in 1958 opgericht onder de naam Brasschaat Red Lions Baseball Club. De naam verwees naar café De Roode Leeuw waarvan de achterbouw werd gebruikt als kleedkamer. Initiatiefnemer was Henri Gerardi. Later volgde een naamsverandering in Red Star Lions en in 1974 naar Brasschaat Base- en Sofballclub. De thuisbasis lag in deze periode in het plaatselijk park. De huidige naam dateert van 2015 toen de club verhuisde naar haar locatie nabij het Fort van Brasschaat.

## Palmares

### Baseball
Heren
- Landskampioen: 1969, 1992, 1993, 1994, 1995, 1996, 1997, 1999, 2001, 2002, 2003, 2004 en 2013[3]
- Finalist Federation Cup: 2022[4]

### Softbal
Dames
- Landskampioen: 1976, 1977, 1978, 1984, 1989, 1990, 1992, 1993, 1995, 1996,1997, 2009, 2016
- Europa Cup (B-poule):1997 en 2005
- Cup Winners Cup (B-poule): 2004 en 2012

Heren
- European Super Cup: 2017[5]

## Bekende (ex-)spelers
- Sam Buelens[6][7][8]